# Батальон специальных операций «Соколы»
Батальон специальных операций «Соколы» (серб. Батаљон за специјалне операције „Соколови”), ранее известный как противотеррористический батальон «Соколы» (серб. Противтерористички батаљон „Соколови") —  батальон специального назначения в составе 72-й бригады специальных операций вооружённых сил Сербии, предназначенный для борьбы против терроризмом.
В недалеком прошлом батальон наряду с 72-м разведывательно-диверсионным батальоном (ныне батальон специальных операций «Грифоны») был частью 72-й специальной бригады Армии Югославии. После реформы сербской армии, начатой в 2006 году, 72-я бригада была сокращена и преобразована в Специальную бригаду Сухопутных войск. Батальон «Соколы» был оставлен в составе новой бригады. Место дислокации — город Панчево. Символом батальона является сокол.
С 2019 года батальон входит в состав 72-й бригады специальных операций вооружённых сил Сербии, образованной на базе Специальной бригады и считающейся правопреемником 72-й специальной бригады.

## Командиры
- бригадный генерал Желько Фурунджич (ранее заместитель командира батальона, позже начальник штаба и заместитель командира восстановленной 72-й бригады)[2]